# 詞 (音楽用語)
詞（ことば）とは、日本音楽に用いられる、歌い方である。
一般に、歌などでは作曲された音階、リズムに合わせ歌を歌うが、歌の途中に日常会話での階調を入れることがある。これを、詞（ことば）と呼ぶ。
近年では、コンサートなどで、歌詞と歌詞の間に挿入する場合もある。また、岸壁の母に代表されるように台詞を入れることもある。

## 使用例
- 会津磐梯山 --「おはらしょうすけさん～」の部分。
- 岸壁の母